# パウロ 愛と赦しの物語
『パウロ 愛と赦しの物語』（パウロ あいとゆるしのものがたり、Paul, Apostle of Christ）は、2018年のアメリカ合衆国の伝記映画。監督はアンドリュー・ハイアット、出演はジム・カヴィーゼルとジェームズ・フォークナー、オリヴィエ・マルティネスなど。『新約聖書』の著者の1人である使徒パウロの生涯を描いた作品。

## ストーリー
紀元67年、ローマ皇帝ネロによるキリスト教徒迫害が行われているローマ。
マメルティヌスの牢獄に捕えられて処刑を待つパウロの姿とその生涯を、監獄の看守マウリティウス、医者のルカの目を通して描く。

## キャスト
※括弧内は日本語吹替
- ルカ: ジム・カヴィーゼル（宮内敦士）
- パウロ: ジェームズ・フォークナー（勝部演之）
- マウリティウス: オリヴィエ・マルティネス（桐本拓哉）
- プリスカ: ジョアンヌ・ウォーリー（日野由利加）
- アキラ: ジョン・リンチ（大滝寛）
- タルソスのサウロ: ヨルゴス・カラミホス - かつてのパウロ。

## 製作・公開
本作を製作するにあたり、製作サイドは宗教団体に配慮すること以上に、使徒パウロの真の姿を描き出すことに力を注いだ。
当初、本作は復活祭前日の2018年3月28日に全米公開される予定だったが、後に公開日は同年3月23日に前倒しされることとなった。

## 興行収入
本作は『パシフィック・リム: アップライジング』『ミッドナイト・サン 〜タイヨウのうた〜』『名探偵シャーロック・ノームズ』『アンセイン 〜狂気の真実〜』と同じ週に封切られ、公開初週末に200万ドルから700万ドルを稼ぎ出すと予想されていたが、この予想は的中した。2018年3月23日、本作は全米1473館で公開され、公開初週末に517万ドルを稼ぎ出し、週末興行収入ランキング8位となった。

## 評価
本作に対する批評家の評価は伸び悩んでいる。映画批評集積サイトのRotten Tomatoesには36件のレビューがあり、批評家支持率は47%、平均点は10点満点で5.6点となっている。サイト側による批評家の見解の要約は「『パウロ 愛と赦しの物語』は善意を元に製作されたことを証明してはいるが、不本意にも、聖書原典には及びもつかないほど貧相な解釈を広めるに至っている。」となっている。また、Metacriticには11件のレビューがあり、加重平均値は52/100となっている。なお、本作のCinemaScoreはA-となっている。